# シノエ郡
シノエ郡（シノエぐん、英語: Sinoe County）とは西アフリカはリベリア共和国に15郡ある郡（county）の1郡である。面積は10,133km2、人口は151,149人（2022年国勢調査）。中心地はグリーンビル。

## 隣接行政区画
- リバーセス郡
- ニンバ郡
- グランドゲデ郡
- リバージー郡
- グランドクル郡

## 下位行政区画
シノエ郡は7の地区（District）に分かれている。
- ブタウ地区（Butaw District）
- ドゥベリバー地区（Dugbe River District）
- グリーンビル地区（Greenville District ）
- Jaedae Jaedepo District
- ジャルゾン地区（Juarzon District）
- クパヤン地区（Kpayan District）
- パインストン地区（Pyneston District）

## 歴史
1835年アメリカのルイジアナ州植民地社会が、ミシシッピ・アフリカ植民地として解放奴隷の黒人を入植させ植民地化していた。1842年にミシシッピ・アフリカ植民地はリベリアに統合され、1847年7月26日にシノエ郡となった。

## 出身人物
- エーモス・ソーヤー - 政治家、暫定大統領（1990年 - 1994年）